# Regione Imboden
La regione Imboden è una regione del Canton Grigioni, in Svizzera, istituita il 1º gennaio 2016 quando nel cantone le funzioni dei distretti e quelle dei circoli, entrambi soppressi, sono stati assunti dalle nuove regioni; il territorio della nuova regione Imboden coincide con quello del vecchio distretto di Imboden.
La regione confina con le regioni Plessur a est, Viamala a sud, Surselva a ovest e con i cantoni Glarona e San Gallo a nord. Il capoluogo è Domat/Ems.

## Geografia fisica
La massima elevazione della regione è il Piz Barghis (3 247 m). Altre cime principali comprendono il Piz da Sterls (3 114 m), il Piz Segnas (3 099 m) ed il Trinserhorn (3 028 m).
Il fiume principale della regione è il Reno. All'interno del distretto confluiscono i due principali rami sorgentiferi: il Reno Anteriore (Vorderrhein) ed il Reno Posteriore (Hinterrhein). Tributari del Reno Anteriore nella regione sono il Rabiusa, da destra, e il Flem, da sinistra. Il Görbsbach, affluente del Tamina nel Canton San Gallo, nasce anch'esso all'interno della regione.

## Infrastrutture e trasporti

### Strade
Il territorio della regione è attraversato dall'autostrada A13/E43 Sankt Margrethen-Bellinzona, che collega il nord-est della Svizzera con il Canton Ticino attraverso Coira ed il San Bernardino. L'autostrada ha uscite nella regione a Reichenau e Bonaduz.

### Strade principali
La strada principale 13 attraversa il territorio da Rhäzüns a Domat/Ems passando per Tamins.
Da Tamins parte la strada principale 19 per il Passo di Oberalp e Andermatt; la strada attraversa la regione fino a Flims.

### Ferrovie
La regione è servito dalla linea ferroviaria Disentis/Mustér-Coira con stazioni a Trin, Reichenau-Tamins, Ems Werk, Domat/Ems e Felsberg. La linea Thusis-Coira ha stazioni a Rhäzüns, Bonaduz, Reichenau-Tamins, Ems Werk, Domat/Ems e Felsberg.

## Geografia antropica

### Suddivisioni amministrative
La regione Imboden è divisa in 7 comuni:
- Bonaduz
- Domat/Ems (capoluogo)
- Felsberg
- Flims
- Rhäzüns
- Tamins
- Trin